# Cimbriskt björnbär
Cimbriskt björnbär (Rubus cimbricus) är en rosväxtart som beskrevs av Wilhelm Olbers Focke. Enligt Catalogue of Life ingår Cimbriskt björnbär i släktet rubusar och familjen rosväxter, men enligt Dyntaxa är tillhörigheten istället släktet rubusar och familjen rosväxter. Arten har ej påträffats i Sverige. Utöver nominatformen finns också underarten R. c. chloodes.